# I Trionfi
I Trionfi sono un poema allegorico in volgare italiano in terzine scritto da Francesco Petrarca, e articolato in dodici capitoli raggruppati in sei Triumphi, ciascuno dedicato ad una visione ottenuta dal poeta in sogno. È quindi presente una successione di sei trionfi: Amore, Pudicizia, Morte, Fama, Tempo ed Eternità.
La redazione dell'opera iniziò nel 1351, terminando il 12 febbraio 1374, pochi mesi prima della morte dell'autore; il poema è infatti incompiuto, a causa sia del lavoro selettivo e correttivo cui attese il poeta, sia per le difficoltà strutturali che hanno reso i Trionfi molto più meccanici e rigidi delle composizioni liriche del Canzoniere.

## Struttura
Nel Triumphus Cupidinis (il Trionfo d'Amore) si narra di come, in un giorno di primavera, il poeta si addormentò a Valchiusa e vi fece un sogno dove la personificazione dell'Amore passava su un carro trionfale, seguito da una schiera di seguaci che sono i vinti dall'amore; entrando nella schiera il poeta vi riconosce numerosi personaggi illustri, storici, letterari, mitologici, biblici oltre a poeti antichi, medievali e trovatori. Nel corteo parla con diversi personaggi e alla fine approda a Cipro, isola dove nacque Venere.
Il secondo trionfo è il Triumphus Pudicitie (Trionfo della Pudicizia): la protagonista è Laura, che sottrae al carro di Amore molte illustri donne antiche e medievali, come Didone; questo secondo corteo si scioglie a Roma, nel Tempio della Pudicizia Patrizia.
Nel Triumphus Mortis (Trionfo della Morte) il poeta racconta l’apparizione della Morte, che sconvolge Laura, e soprattutto la scelta della Morte di uccidere la donna, secondo metodi classici (rimando a Virgilio e al racconto della dea Iride e Didone). La morte di Laura in realtà è dovuta alla peste del 1348; durante gli ultimi attimi della sua vita, Laura si presenta sempre in vesti angeliche e con la sua nobiltà d’animo riesce a rendere armoniosa la morte.
Alla Morte tuttavia succede la Fama: nel Triumphus Famae vengono infatti descritti una folla di uomini illustri, re, poeti, oratori, filosofi, capitani, e altri. È opportuno notare come per Petrarca il filosofo maggiore sia Platone, a differenza di Dante, che prediligeva Aristotele.
Nel Triumphus Temporis (Trionfo del Tempo) il poeta riflette su se stesso e compone una nuova toccante elegia sulla fugacità delle cose e dei giorni che passano.
A chiudere la successione vi è il Triumphus Eternitatis (Trionfo dell'Eternità): Petrarca trova sostegno in Dio, che trionfa su tutto e su tutti, annientando anche il Tempo e la Morte. Il poeta qui immagina Laura in paradiso ed esprime la speranza di raggiungerla.

## Analisi

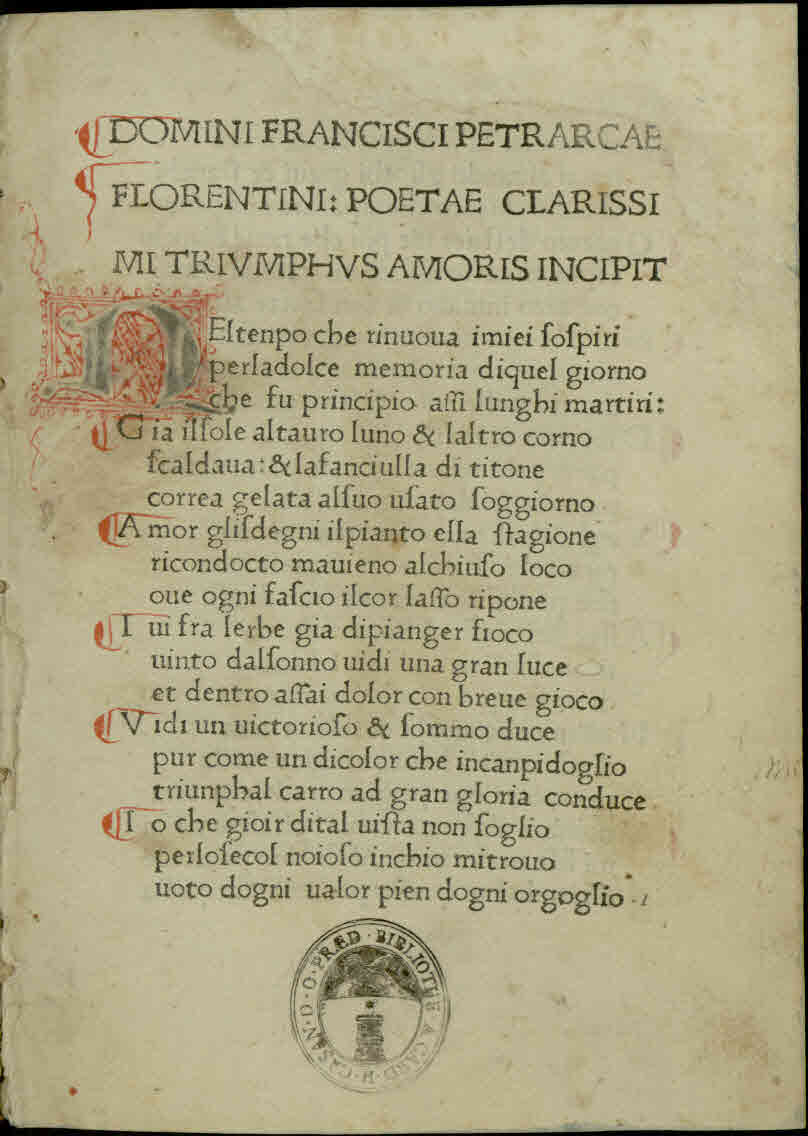
Trionfi, 1473

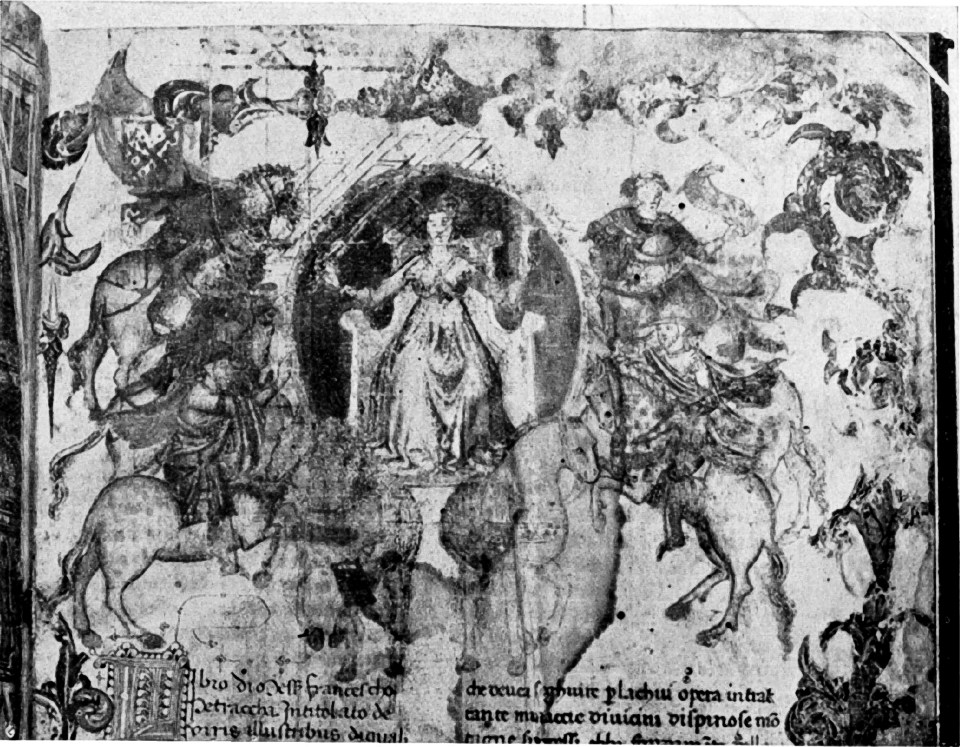
Il trionfo della Gloria. Si pensa che questo disegno sia stato realizzato a partire da un affresco di Giotto del palazzo di Azzone Visconti, a Milano.

L'opera analizza il percorso ideale dell'uomo dal peccato alla redenzione: questo tema è già radicato nella cultura medievale, essendo tipico di opere come il Roman de la Rose o addirittura la Divina Commedia. Petrarca si confronta direttamente con il poema dantesco, sia dal punto di vista strutturale (viene infatti adottata la terzina) che allegorico, con il tema del viaggio allegorico.
Al contempo, i Trionfi si collocano agilmente nell'iter letterario di Petrarca: è proprio qui che il poeta decide di sviluppare alcuni temi cardine del Canzoniere, come la riflessione sulla morte (già contenuta nel sonetto Movesi il vecchierel canuto e bianco), la viva introspezione del poeta nei suoi sentimenti, e infine la spiritualizzazione dell'amore per Laura.

## Edizioni
- Francesco Petrarca, Trionfi, Firenze, Johann Petri, 1473. URL consultato il 9 aprile 2015.
- Francesco Petrarca, Trionfi, Firenze, Antonio Miscomini, circa 1490.